# Goldmann Verlag
Goldmann Verlag, anche nota come Wilhlem Goldmann Verlag o semplicemente Goldmann, è una casa editrice tedesca con sede a Monaco di Baviera, appartenente al gruppo editoriale Penguin Random House che a sua volta appartiene al gruppo Bertelsmann. 

## Storia

### Fondata a Lipsia
Fondata nel giugno 1922 da Wilhlem Goldmann (1897-1974) a Lipsia, iniziò le sue attività pubblicando alcuni libri illustrati sugli edifici religiosi islamici, il teatro delle ombre di Giava e le migrazioni degli uccelli.

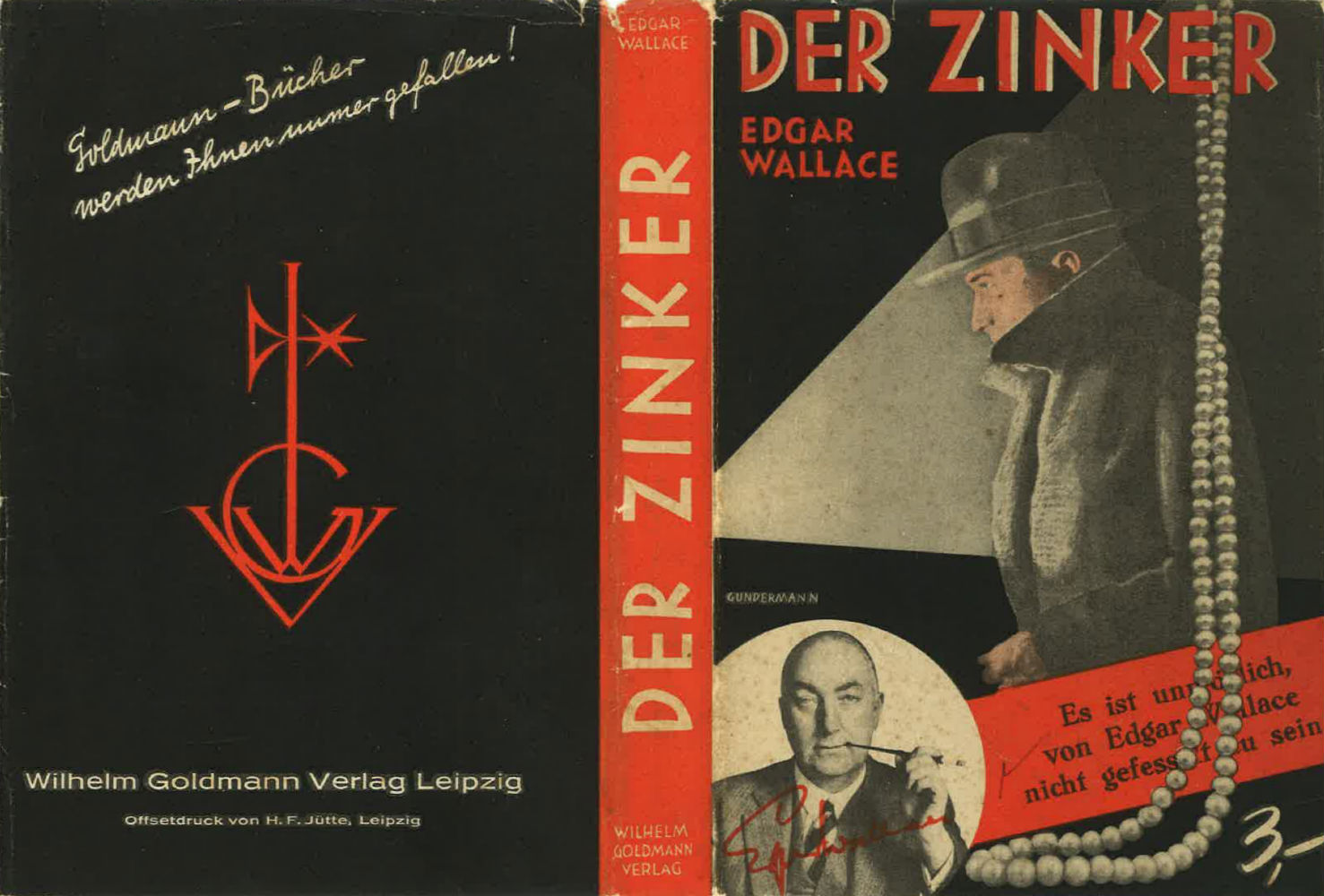
Der Zinker di Edgar Wallace (1930)

Spinto da esigenze commerciali in pochi anni si aprì a generi popolari come la letteratura d'avventura, e trovò il successo grazie ai romanzi gialli di Edgar Wallace. Oltre al design espressivo della rilegatura moderna di Heinrich Hussmann, ha contribuito al successo anche il fatto che Goldmann stesse già sviluppando edizioni tascabili economiche, oltre alla tradizionale rilegatura in lino.
Durante l'era nazionalsocialista, Goldmann pubblicò sempre più libri popolari di saggistica scientifica su questioni di politica globale ed economica; tra gli autori più venduti dell'epoca c'erano Anton Zischka, Walter Pahl, Paul August Schmitz e Ferdinand Fried. Durante la seconda guerra mondiale, Goldmann ha prodotto edizioni speciali per il supporto delle truppe, beneficiando di stanziamenti cartacei preferenziali.  Sebbene la casa editrice sul Rossmarkt di Lipsia fosse stata completamente distrutta da un bombardamento aereo nel dicembre 1943, la produzione continuò sino al termine della guerra.
Dopo la fine della guerra, Wilhelm Goldmann fu arrestato dalla polizia segreta sovietica nel febbraio 1946 con l'accusa di aver pubblicato "libri fascisti" e imprigionato nei campi speciali di Mühlberg e Buchenwald per quattro anni senza essere condannato. La casa editrice continuò ad esistere fino alla fine del 1949.

### Nuovo inizio a Monaco
Dopo il suo rilascio nel gennaio 1950, Wilhelm Goldmann si trasferì nella Germania Ovest e rifondò la casa editrice a Monaco. Si concentrò sempre più sulla produzione di tascabili poco costosi: i primi romanzi polizieschi tascabili di Goldmann apparvero dal 1952 (chiamati anche "Serie Rossa" a causa del colore prevalente della copertina); l'anno successivo vengono lanciati i tascabili Goldmann ("Yellow Series") in giallo con i classici della letteratura mondiale e della narrativa contemporanea, che hanno segnato il profilo della casa editrice per quasi tre decenni. In seguito altre serie, letteratura di fantascienza ("Goldmann's future novels 1960-1967, Goldmann's space paperbacks 1962-1973"), saggistica e guide. Nel settore cartonato Goldmann continuò a pubblicare libri d'arte, edizioni di opere e, dal 1955, anche atlanti ("Goldmann's Large World Atlas", "Goldmann's Hand Atlas").
Nel 1970 Goldmann pubblicò oltre 2.900 titoli con una tiratura complessiva di oltre 110 milioni di copie.  A  metà degli anni '70 era uno dei primi editori di tascabili di media dimensione della Repubblica Federale in termini di vendite e di titoli prodotti.  Dopo la morte del suo fondatore nel 1974, la casa editrice entrò in una fase di stagnazione. I critici lo accusarono di mancanza di visibilità e descrissero il suo programma editoriale come un "emporio con un'ampia gamma di offerte qualitative" senza preoccuparsi della "letteratura corrente".

### La vendita a Bertelsmann
Nel 1977 l'azienda è stata acquistata dal gruppo Bertelsmann, che ha deciso di concentrarsi unicamente nella produzione di libri in formato paperback.  La produzione di libri in copertina rigida è stata ripresa nel 1986 e ha ampliato il programma alla saggistica.